# Стацо деј Кавали (Кјети)
Стацо деј Кавали (итал. Stazzo dei Cavalli) је насеље у Италији у округу Кјети, региону Абруцо.
Према процени из 2011. у насељу је живело 12 становника. Насеље се налази на надморској висини од 588 м.